# 구윤명
구윤명(具允明, 1711년 ∼ 1797년)은 조선 후기의 문신·의학자이다. 자는 사정(士貞), 호는 겸산(兼山). 영조 19년 과거에 급제, 사관(史官)·승지(承旨)·예조판서를 역임하고 물러나 영조 34년에 조명정(趙明鼎)·채제공(蔡濟恭) 등과 <열성시장(列聖詩狀)>을 교간(校刊)했고, 정조 15년에는 <증수무원록(增修無寃錄)>을 지었다.